# George Hawkins Pembe
George Hawkins Pember, känd som G. H. Pember, född 1837, död 1910, var en engelsk teolog och författare som var knuten till Plymouthbröderna. 
Han studerade på Gonville and Caius College, Cambridge, där han uppnådde en B.A. i klassiska studier 1860. Han gick vidare till postgraduala studier, och uppnådde en M.A.1863. 
Pember var en tidig förespråkare för djurens rättigheter i boken Animals: Their Past and Present 1883. Han kritiserade grymhet mot djur. Han menade också att vissa djur hade evigt liv och skulle få vara med på den nya jorden. 
I sin bok Earth Earliest's Ages, and Their Connection with Modern Spiritualism and Theosophy, 1876, försökte Pember förlika Första Mosebok med den geologiska evidensen för en gammal jord, och var en förespråkare för "gap creationism". 
Han har bl.a. inspirerat Jessie Penn-Lewis författarskap.